# تيهومير أوغنيانوف
تيهومير أوغنيانوف (بالصربية: Тихомир Огњанов)‏ (مواليد 2 مارس 1927) هو لاعب كرة قدم. يلعب مع منتخب يوغوسلافيا لكرة القدم. سبق له أن لعب في كأس العالم لكرة القدم مع منتخب بلاده.

## روابط خارجية
- تيهومير أوغنيانوف على موقع الاتحاد الدولي (مؤرشف)  (الإنجليزية)
- تيهومير أوغنيانوف على موقع قاعدة بيانات كرة القدم.إي يو (الإنجليزية)
- تيهومير أوغنيانوف على موقع ناشيونال فوتبول تيمز (الإنجليزية)
- تيهومير أوغنيانوف على موقع Soccerway.com (الإنجليزية)
- تيهومير أوغنيانوف على موقع عالم كرة القدم.نت (الإنجليزية)
- تيهومير أوغنيانوف على موقع أوليمبيديا (الإنجليزية)